# Edi Izard
Edi Izard (engl. Edward John "Eddie" Izzard; Aden 7. februar 1962) britanski je komičar i glumac. Rođen je u Adenu u tadašnjem Severnom Jemenu, ali je odrastao u Belfastu u Severnoj Irskoj, Skevenu u Velsu i u Bexhill-on-Sea u Engleskoj.
Edi Izard, koji često nastupa u ženskoj odeći, započeo je karijeru kao stand-up komičar u Londonskom zapadnom kraju, dok sada nastupa u svim pozorištima gde dobije angažman. Njegov humor je poprilično širok, ali često koristi ozbiljne teme za svoje nastupe, kao npr.: genocid, Bog i religija, istorija, i filozofija. Često su priče koje priča pozajmljene iz istorije ali prilagođene modernom vremenu.

## Show - nastupi
- Live at the Ambassadors (1993)
- Unrepeatable (1994)
- Definite Article (1996)
- Glorious (1997)
- Dress to Kill (1998)
- Circle (2000)
- Sexie (2003)
- Stripped (2008./2009.)

Svi nastupi osim Live at the Ambassadors izdani su na DVD-u.

## Filmografija (izbor)
- Lust for glorious - an almost true story (1997) (TV)

| 1998. |                                  |                     | (TV)                  |
| 1998. |                                  |                     |                       |
| 1998. |                                  |                     |                       |
| 1999. |                                  |                     |                       |
| 2000. | Senka vampira                    |                     | Gustav fon Vangenhajm |
| 2004. | Igraj svoju igru 2               |                     | Roman Najdžel         |
| 2004. |                                  |                     |                       |
| 2006. |                                  |                     |                       |
| 2007. | Igraj svoju igru 3               |                     | Roman Najdžel         |
| 2007. |                                  | Across the Universe |                       |
| 2008. | Letopisi Narnije: Princ Kaspijan |                     | Ripičip               |
| 2008. |                                  |                     |                       |
| 2011. |                                  |                     |                       |
| 2012. |                                  |                     |                       |
| 2017. | Lego Betmen                      |                     | Voldemor (glas)       |
| 2019. | Jeti: Snežni čovek               |                     | Berniš (glas)         |

## TV-serije
| Улоге Edija Izarda |              |               |       |          |
| Година             | Српски назив | Изворни назив | Улога | Напомена |
| 2007.              |              |               |       |          |
| 2011.              |              |               |       |          |
| 2012.              |              |               |       |          |

## Zanimljivosti
- Često imitira Džejmsa Mesona i Šona Konerija.
- Pravi se da zapisuje u svoju ruku kad šala ne uspe.
- Generalizuje predrasude o narodima kao npr: Francuzima, Japancima, Nemcima, Amerikancima i Englezima.
- Paradira istorijskim događajima i posmatra osobe i događaje iz komične perspektive.

## Spoljašnje veze
- Službena stranica Edija Izarda